# 古田修一
古田 修一（ふるた しゅういち、1948年4月 - ）は、日本の法学者。徳島文理大学大学院総合政策研究科教授。大阪大学法学部法律学科卒業。

## 経歴
- 1970年 - 大阪大学法学部法律学科卒業
- 1970年 - 法務省入省
- 2008年 - 徳島文理大学専門職大学院総合政策研究科教授就任

## 学位
- 1970年 - 法学士（大阪大学）

## 所属学会
- 日本刑法学会
- 日本刑事政策研究会
- 中･四国法政学会

## 主な著書
- 『改訂 行刑法』（1996年）
- 『被収容者の外部交通』（1993年）
- 『ヨーロッパ諸国の行刑法』（1990年）
- 『矯正保護法』（1986年）
- 『矯正事典』（1977年）
- 『矯正処遇 (行刑編)』（1975年）

## 公式サイト
- 徳島文理大学